# Jusuf Nurkić
Jusuf Nurkić, né le 23 août 1994 à Živinice en Bosnie-Herzégovine, est un joueur bosnien de basket-ball mesurant 2,11 m et évoluant au poste de pivot.

## Biographie

### Jeunesse
Nurkić commence le basket-ball tard, à l'âge de 14 ans. Il participe au Nike International Junior Tournament 2012 avec l'Union Olimpija et réalise des moyennes de 18,8 points et 11 rebonds en 5 rencontres.

### Sélection nationale
À l'été 2012, Nurkić participe au championnat d'Europe des 18 ans et moins avec l'équipe de Bosnie-Herzégovine, en division B. La Bosnie-Herzégovine remporte le tournoi et Nurkić est élu MVP de la compétition avec des moyennes de 19,4 points (3e meilleur marqueur derrière le Luxembourgeois Jo Hoeser et l'Israélien Egor Koulechov), 13,3 rebonds (meilleur rebondeur de la compétition) et 2,3 contres (4e meilleur contreur). L'équipe-type de la compétition est composée de Nurkić, de son coéquipier Adin Vrabac, de l'Anglais Luke Nelson, du Finlandais Joonas Lehtoranta et du Tchèque Radovan Kouřil,.
Il participe aux qualifications pour le championnat d'Europe 2013 avec la Bosnie-Herzégovine mais, blessé, il ne peut participer à la compétition.
En juillet 2014, Nurkić participe au championnat d'Europe des 20 ans et moins (division B). La Bosnie-Herzégovine remporte le championnat et est promue en division A. Nurkić, deuxième meilleur marqueur de la compétition (avec 21,4 points par rencontre) derrière le Géorgien Beka Burjanadze, meilleur rebondeur (12,0) et meilleur contreur (2,6), est nommé MVP de la compétition. Il est aussi nommé dans l'équipe-type de la compétition avec son compatriote Adin Vrabac, le Belge Emmanuel Lecomte, le Biélorusse Maksim Salash et l'Ukrainien Vladyslav Koreniouk,.
En janvier 2015, Nurkić termine 6e au titre du meilleur jeune joueur européen de l'année 2014.

### Carrière professionnelle

#### Cedevita Zagreb (2012-2014)
Lors de la saison 2013-2014, Nurkić joue dans l'équipe première du Cedevita Zagreb et se fait remarquer par ses bonnes prestations. Non titularisé au début de la saison par l'entraîneur Jasmin Repeša, il joue en moyenne 16 minutes par rencontre pour des moyennes de 8,8 points et 3,1 rebounds.

#### Nuggets de Denver (2014-2017)
Nurkić est choisi en 16e place par les Bulls de Chicago lors de la draft 2014 de la NBA. La soirée de la draft, il est envoyé aux Nuggets de Denver avec l'autre choix des Bulls, Gary Harris contre Doug McDermott et Anthony Randolph des Nuggets.

#### Trail Blazers de Portland (2017-2023)
Le 13 février 2017, il est transféré aux Trail Blazers de Portland, avec un premier tour de draft 2015 contre Mason Plumlee.
Le 6 juillet 2018, il signe un nouveau contrat avec les Trail Blazers.
Lors du match contre les Nets de Brooklyn du 25 mars 2019, l'un des derniers de la saison régulière, il se blesse et subit une double fracture du tibia-péroné. Cette blessure marque la fin de sa saison 2018-2019 et compromet même sa participation à la saison suivante.

#### Suns de Phoenix (2023- 2025)
En septembre 2023, Nurkić est transféré vers les Suns de Phoenix dans un échange impliquant les Trail Blazers, les Suns et les Bucks.

#### Hornets de Charlotte (2025)
Le 6 février 2025, il est transféré aux Hornets de Charlotte en échange de Cody Martin et Vasilije Micić après une demi-saison difficile pour les Suns.

#### Jazz de l'Utah (depuis 2025)
Il est de nouveau transféré à l'été 2025, au Jazz de l'Utah contre Collin Sexton.

## Statistiques NBA

### Saison régulière
| Saison    | Équipe    | Matchs | Titul. | Min./m | % Tir | % 3pts | % LF | Rbds/m. | Pass/m. | Int/m. | Ctr/m. | Pts/m. |
| --------- | --------- | ------ | ------ | ------ | ----- | ------ | ---- | ------- | ------- | ------ | ------ | ------ |
| 2014-2015 | Denver    | 62     | 27     | 17,8   | 44,6  | 0,0    | 63,6 | 6,16    | 0,81    | 0,84   | 1,10   | 6,87   |
| 2015-2016 | Denver    | 32     | 3      | 17,1   | 41,7  | 0,0    | 61,6 | 5,47    | 1,25    | 0,75   | 1,38   | 8,22   |
| 2016-2017 | Denver    | 45     | 29     | 17,9   | 50,7  | 0,0    | 49,6 | 5,78    | 1,33    | 0,56   | 0,80   | 7,96   |
| 2016-2017 | Portland  | 20     | 19     | 29,2   | 50,8  | 0,0    | 66,0 | 10,35   | 3,15    | 1,25   | 1,90   | 15,20  |
| 2017-2018 | Portland  | 79     | 79     | 26,4   | 50,5  | 0,0    | 63,0 | 9,00    | 1,80    | 0,80   | 1,40   | 14,30  |
| 2018-2019 | Portland  | 72     | 72     | 27,4   | 50,8  | 10,3   | 77,3 | 10,39   | 3,24    | 0,99   | 1,43   | 15,62  |
| 2019-2020 | Portland  | 8      | 8      | 31,6   | 49,5  | 20,0   | 88,6 | 10,25   | 4,00    | 1,38   | 2,00   | 17,62  |
| 2020-2021 | Portland  | 37     | 37     | 23,8   | 51,4  | 40,0   | 61,9 | 8,97    | 3,38    | 1,03   | 1,05   | 11,46  |
| 2021-2022 | Portland  | 56     | 56     | 28,2   | 53,5  | 26,8   | 69,0 | 11,10   | 2,80    | 1,10   | 0,60   | 15,00  |
| 2022-2023 | Portland  | 52     | 52     | 26,8   | 51,9  | 36,1   | 66,1 | 9,10    | 2,90    | 0,80   | 0,80   | 13,30  |
| 2023-2024 | Phoenix   | 76     | 76     | 27,3   | 51,0  | 24,4   | 64,0 | 11,00   | 4,00    | 1,10   | 1,10   | 10,90  |
| 2024-2025 | Phoenix   | 25     | 23     | 23,7   | 45,4  | 32,2   | 69,6 | 9,20    | 1,90    | 0,90   | 0,60   | 8,60   |
| 2024-2025 | Charlotte | 26     | 9      | 18,1   | 49,7  | 28,3   | 62,7 | 6,50    | 2,60    | 0,70   | 0,70   | 9,20   |
| Carrière  | Carrière  | 590    | 490    | 24,3   | 50,1  | 28,5   | 66,7 | 8,80    | 2,50    | 0,90   | 1,10   | 11,80  |

Dernière mise à jour le 29 juin 2025.

### Playoffs
| Saison   | Équipe   | Matchs | Titul. | Min./m | % Tir | % 3pts | % LF | Rbds/m. | Pass/m. | Int/m. | Ctr/m. | Pts/m. |
| -------- | -------- | ------ | ------ | ------ | ----- | ------ | ---- | ------- | ------- | ------ | ------ | ------ |
| 2017     | Portland | 1      | 1      | 16,7   | 33,3  | 0,0    | 0,0  | 11,00   | 4,00    | 0,00   | 1,00   | 2,00   |
| 2018     | Portland | 4      | 4      | 23,4   | 48,7  | 0,0    | 81,8 | 8,00    | 1,00    | 1,50   | 1,25   | 11,75  |
| 2020     | Portland | 5      | 5      | 32,2   | 43,9  | 27,3   | 78,3 | 10,40   | 3,60    | 1,40   | 0,20   | 14,20  |
| 2021     | Portland | 6      | 6      | 28,9   | 54,5  | 20,0   | 72,0 | 10,33   | 2,67    | 0,50   | 1,17   | 13,17  |
| 2024     | Phoenix  | 4      | 4      | 25,9   | 50,0  | 0,0    | 45,5 | 8,30    | 2,80    | 1,50   | 1,50   | 7,80   |
| Carrière | Carrière | 20     | 20     | 27,4   | 48,9  | 21,1   | 71,4 | 9,50    | 2,70    | 1,10   | 1,00   | 11,50  |

Dernière mise à jour le 8 février 2025.

## Records sur une rencontre en NBA
Les records personnels de Jusuf Nurkić en NBA sont les suivants, :
| Type de statistique        | Saison régulière | Saison régulière            | Saison régulière | Playoffs | Playoffs                          | Playoffs      |
| Type de statistique        | Record           | Adversaire                  | Date             | Record   | Adversaire                        | Date          |
| -------------------------- | ---------------- | --------------------------- | ---------------- | -------- | --------------------------------- | ------------- |
| Points                     | 33               | Nuggets de Denver           | 28 mars 2017     | 20       | Lakers de Los Angeles             | 24 août 2020  |
| Paniers marqués            | 13               | Nets de Brooklyn            | 25 mars 2019     | 9        | @ Pelicans de La Nouvelle-Orléans | 21 avril 2018 |
| Paniers tentés             | 24               | Nets de Brooklyn            | 25 mars 2019     | 16       | @ Lakers de Los Angeles           | 29 août 2020  |
| Paniers à 3 points réussis | 5                | Hornets de Charlotte        | 26 décembre 2022 | 1        | 4 fois                            | 4 fois        |
| Paniers à 3 points tentés  | 7                | Hornets de Charlotte        | 26 décembre 2022 | 4        | @ Lakers de Los Angeles           | 29 août 2020  |
| Lancers francs réussis     | 14               | @ Kings de Sacramento       | 1er janvier 2019 | 7        | @ Lakers de Los Angeles           | 18 août 2020  |
| Lancers francs tentés      | 16               | 3 fois                      | 3 fois           | 9        | @ Lakers de Los Angeles           | 18 août 2020  |
| Rebonds offensifs          | 13               | Thunder d'Oklahoma City     | 3 mars 2024      | 8        | Lakers de Los Angeles             | 24 août 2020  |
| Rebonds défensifs          | 18               | 3 fois                      | 3 fois           | 13       | @ Lakers de Los Angeles           | 18 août 2020  |
| Rebonds totaux             | 31               | Thunder d'Oklahoma City     | 3 mars 2024      | 15       | @ Lakers de Los Angeles           | 18 août 2020  |
| Passes décisives           | 10               | 2 fois                      | 2 fois           | 6        | 2 fois                            | 2 fois        |
| Interceptions              | 5                | 2 fois                      | 2 fois           | 5        | @ Lakers de Los Angeles           | 29 août 2020  |
| Contres                    | 6                | 4 fois                      | 4 fois           | 2        | 4 fois                            | 4 fois        |
| Balles perdues             | 8                | @ Trail Blazers de Portland | 13 avril 2016    | 6        | @ Nuggets de Denver               | 1er juin 2021 |
| Minutes jouées             | 39               | Suns de Phoenix             | 14 décembre 2021 | 37       | @ Lakers de Los Angeles           | 29 août 2020  |

- Double-double : 189 (dont 9 en playoffs)
- Triple-double : 1
- Five-by-five : 1

Dernière mise à jour : 7 mars 2025